# Libnotes (Libnotes) diaphana
Libnotes (Libnotes) diaphana is een tweevleugelige uit de familie steltmuggen (Limoniidae). De soort komt voor in het Oriëntaals gebied.